# Jahlā
Jahlā (persiska: جَهلا) är en ort i Iran.   Den ligger i provinsen Hormozgan, i den sydöstra delen av landet, 1 300 km sydost om huvudstaden Teheran. Jahlā ligger 3 meter över havet och antalet invånare är 108.
Terrängen runt Jahlā är mycket platt. Runt Jahlā är det mycket glesbefolkat, med 7 invånare per kvadratkilometer. Närmaste större samhälle är Rāpch, 6,3 km väster om Jahlā. Trakten runt Jahlā är ofruktbar med lite eller ingen växtlighet.